# Europejski Urząd Nadzoru Ubezpieczeń i Pracowniczych Programów Emerytalnych
Europejski Urząd Nadzoru Ubezpieczeń i Pracowniczych Programów Emerytalnych (ang. European Insurance and Occupational Pensions Authority, EIOPA) – organ Unii Europejskiej o profilu ekonomicznym, będący następcą CEIOPS.

## Członkowie
Członkami są reprezentanci wszystkich właściwych krajowych organów nadzoru, każdy z prawem głosu. Polskę w Radzie Organów Nadzoru EIOPA (ang. Board of Supervisors) reprezentuje Komisja Nadzoru Finansowego. Ponadto w obradach uczestniczą (bez prawa głosu):
- Przewodniczący EIOPA (z prawem głosu)
- Przedstawiciel Komisji Europejskiej (bez prawa głosu)
- Przedstawiciel ESRB (bez prawa głosu)
- Przedstawiciel ESMA (bez prawa głosu)
- Przedstawiciel EBA (bez prawa głosu)

- Przedstawiciele organów nadzoru krajów EFTA nie będący członkami Unii Europejskiej (bez prawa głosu)

Radzie BoS podlegają organizacyjnie i kompetencyjnie liczne struktury organizacyjne niższego poziomu, realizujące zadania wyznaczone przez BoS w ramach obowiązujących regulacji, tj.:
- Komitety Sterujące (ang. Steering Committee)

- Grupy Projektowe (ang. Project Group)

- Sieci Ekspertów (ang. Network Experts)

- Panele (ang. Panels), w tym Panel Mediacyjny (ang. Mediation Panel)

- Inne grupy zadaniowe, w tym powoływane ad-hoc

## Historia
Europejski Urząd Nadzoru Ubezpieczeń i Pracowniczych Programów Emerytalnych (ang. European Insurance and Occupational Pensions Authority, EIOPA) jest europejskim urzędem nadzoru, stanowiącym, oprócz EBA i ESMA, jeden z elementów Europejskiego Systemu Nadzoru Finansowego. Podstawą prawna powołania i funkcjonowania EIOPA jest Rozporządzenie Parlamentu Europejskiego i Rady (UE) 2019/2175 z dnia 18 grudnia 2019 r. zmieniające rozporządzenie (UE) nr 1093/2010 w sprawie ustanowienia Europejskiego Urzędu Nadzoru (Europejskiego Urzędu Nadzoru Bankowego), rozporządzenie (UE) nr 1094/2010 w sprawie ustanowienia Europejskiego Urzędu Nadzoru (Europejskiego Urzędu Nadzoru Ubezpieczeń i Pracowniczych Programów Emerytalnych). 
EIOPA zastąpiła Europejski Komitet Nadzoru Ubezpieczeń i Pracowniczych Programów Emerytalnych (CEIOPS), powstały w 5 września 2003 w celu konwergencji praktyk nadzorczych poprzez wydawanie niewiążących wytycznych i rekomendacji oraz doradzanie Komisji Europejskiej w zakresie opracowywanych przez nią aktów prawnych. Jednym z głównych elementów reformy nadzoru finansowego w UE było powołanie trzech Europejskich Urzędów Nadzoru, nazywanych Europejskim Systemem Nadzoru Finansowego, w miejsce wcześniej funkcjonujących komitetów nadzorców europejskich (CEBS, CEIOPS, CESR), zwanych komitetami 3. poziomu procedury Lamfalussy’ego. Powołane w ich miejsce Europejskie Urzędy Nadzoru mają znacznie szerszy zakres zadań, a także uprawnień i kompetencji.

## Cele
Do podstawowych obowiązków EIOPA należy wspieranie stabilności i zaufania do systemu finansowego, przejrzystości rynków i produktów finansowych, a także ochrony ubezpieczających, członków pracowniczych programów emerytalnych i beneficjentów,  monitorowanie i identyfikowanie trendów, potencjalnych zagrożeń i słabości wynikających z poziomu mikroostrożnościowego, ponad granicami i między sektorami. EIOPA dąży również do zapewnienia wysokiego, skutecznego i spójnego poziomu regulacji i nadzoru, uwzględniając zróżnicowane interesy wszystkich państw członkowskich Unii Europejskiej oraz odmienny charakter instytucji finansowych. Jest również odpowiedzialna za wzmocnienie nadzoru nad grupami transgranicznymi.

## Struktura
W skład Europejskiego Urzędu Nadzoru Ubezpieczeń i Pracowniczych Programów Emerytalnych wchodzą:
- Rada Organów Nadzoru (ang. Board of Supervisors – BoS)
- Zarząd (ang. Management Board – MB)
- Przewodniczący (ang. Chairperson)
- Dyrektor Wykonawczy (ang. Executive Director)
- Komisja Odwoławcza (ang. Board of Appeal – BoA) – wspólna dla wszystkich trzech instytucji Europejskiego Systemu Nadzoru Finansowego